# Günther XXXIX van Schwarzburg
Günther XXXIX, bijgenaamd de Jongere of de Bremer, (30 mei 1455 - Arnstadt, 8 augustus 1531) was regerend graaf van Schwarzburg uit de linie Schwarzburg-Blankenburg. Tussen 1493 en 1513 regeerde hij samen met zijn neef Hendrik XXXI over het graafschap Schwarzburg-Blankenburg. In 1513 verdeelden Günther en Hendrik hun gebieden onder elkaar en werd Günther graaf van het Schwarzburger Oberherrschaft. Hij werd opgevolgd door zijn enige wettelijke zoon Hendrik XXXII.

## Biografie
Günther XXXIX was door zijn vader, Hendrik XXVI, aangewezen om geestelijke te worden. In 1469 stelde zijn broer, aartsbisschop Hendrik XXVII, hem aan als stadhouder van het Prinsaartsbisdom Bremen. Hendrik XXVII was in 1465 tot bisschop van Münster verkozen en koos ervoor om in die stad te verblijven. Aan zijn tijd als stadhouder hield Günther zijn bijnaam de Bremer over. In 1476 reisde hij met hertog Albrecht van Saksen op een pelgrimstocht mee naar Jeruzalem en het Heilige Land. Twee jaar later trad Günther officieel terug uit zijn ambt als stadhouder.
In 1493 werd hij samen met zijn neef Hendrik XXXI graaf van Schwarzburg, nadat zijn oudere broer Günther XXXVI was afgetreden. In 1513 verdeelden Günther XXXIX en Hendrik XXXI het graafschap Schwarzburg onder elkaar. Hendrik kreeg het Unterherrschaft rond de steden Frankenhausen en Sondershausen. Het Oberherrschaft, met Arnstadt, Blankenburg, Rudolstadt en de helft van Schwarzburg, viel aan Günther.
In 1525 brak in Zuid- en Midden-Duitsland de Boerenoorlog uit. Stadtilm, dat in Günthers gebieden lag, werd een centrum van de opstand in Thüringen. Günther gaf opdracht om de schatten van de kloosters in de stad te redden van de plunderende opstandelingen. Op 1 mei 1525 moest hij aan de opstandelingen toegeven en ondertekende hij de veertien artikelen van Frankenhausen, de lijst van eisen die de opstandige boeren en burgers gezamenlijk hadden opgesteld. Twee weken later, op 15 mei werden de opstandelingen onder leiding van Thomas Müntzer in de Slag bij Frankenhausen echter vernietigend verslagen.
Günther XXXIX bleef zijn hele leven trouw aan de Rooms-katholieke kerk. Hij was de laatste graaf van Schwarzburg die vasthield aan het katholieke geloof. Zelfs zijn leenheer, keurvorst Johan de Standvastige van Saksen kon hem niet overhalen om zich tot het lutheranisme te bekeren. Günthers zoon, Hendrik XXXII, had zich echter in 1527 al bekeerd tot het nieuwe geloof. Toen hij zijn vader na diens dood in 1531 opvolgde voerde hij het lutheranisme dan ook als staatsgodsdienst in.

## Huwelijk en kinderen
Günther XXXIX trouwde op 3 november 1499 met Amalia (1473-1517), een dochter van graaf Volrad II van Mansfeld. Ze kregen drie kinderen:
- Ottilia (1495-1542), getrouwd met Karl I Schenk van Limpurg (1498-1558)
- Anna (1497-1546? na 1554?), getrouwd met Johan V van Isenburg-Birstein (1476-1533)
- Hendrik XXXII (1499-1538), graaf van het Schwarzburger Oberherrschaft